# Neetze (Fluss)
Die Neetze ist ein 55,6 Kilometer langer, rechter Nebenfluss der Ilmenau und entspringt im Staatsforst Göhrde in Niedersachsen südöstlich von Dahlenburg.

## Name
Der Fluss wurde 1271 als Necessen erstmals schriftlich erwähnt und der namensgleiche Ort Neetze schon 1205 (Netisse). Der Name leitet sich wohl vom germanischen Adjektiv *nata- für 'nass' ab und dem Suffix *-isjō.

## Geografie

### Verlauf
Die Neetze fließt in nordwestliche Richtung und mündet in Fahrenholz, östlich von Winsen (Luhe), in die Ilmenau, die hier zum Ilmenaukanal ausgebaut ist.
Bis zum Bau des Kanals Ende des 19. Jahrhunderts befand sich die Mündung der Neetze in die Ilmenau bereits im Nordwesten von Horburg.
Der Fluss besitzt mehrere Seitenarme. Nordwestlich von Neetze zweigt der Neetzekanal ab, der westlich von Barum in die Ilmenau mündet (Lage). Zwischen Echem und Lüdershausen weitet sich der Fluss zum Reihersee und im Nordosten von Barum zum Barumer See aus.

## Flussbaumaßnahmen
Im 19. Jahrhundert wurde zwischen Walmsworth bei Rullstorf und St. Dionys der Neetzekanal gebaut, der den überwiegenden Teil des Neetzewassers aufnimmt. Die ursprüngliche Neetze zwischen Walmsworth und Echem wurde zurückgebaut und ist heute teilweise nur noch als breiter Graben erkennbar. Erst durch Einmündung der Marschwetter und Bruchwetter bei Echem wird auch die alte Neetze wieder zum echten Fluss. Ebenfalls bei Echem unterquert die Neetze den in den 1970er-Jahren gebauten Elbe-Seitenkanal.

## Gewässergüte
Die Neetze hat die Gewässergüte II: mäßig belastet (betamesosaprob), mit der Ausnahme nördlich von Dahlenburg. Hier ist die Gewässergüte II–III: kritisch belastet (beta- bis alphamesosaprob). Ursache ist der Eintrag durch das Nebengewässer Strachau. Dieser Bach ist streckenweise stark verschmutzt (Güteklasse III).